# Baureihe 103
Baureihe 103 – lokomotywa elektryczna produkowana w latach 1965-1974 dla kolei zachodnioniemieckich. Wyprodukowano 149 lokomotyw.

## Historia
Elektrowozy zostały wyprodukowane do prowadzenia pociągów pasażerskich na zelektryfikowanych liniach kolejowych przy prędkości maksymalnej 200 kilometrów na godzinę. Pierwsze cztery lokomotywy zostały wyprodukowane w 1965 roku przez zakłady Henschel zlokalizowane w miejscowości Kassel. Elektrowozy były eksploatowane do prowadzenia międzynarodowych pociągów ekspresowych Trans-Europ-Express. Zostały pomalowane na charakterystyczny kolor beżowy i czerwony. Pierwsza lokomotywa jest zachowana jako czynny eksponat zabytkowy.